# Pantano del Rumblar
Pantano del Rumblar är en reservoar i Spanien.   Den ligger i provinsen Provincia de Jaén och regionen Andalusien, i den centrala delen av landet, 250 km söder om huvudstaden Madrid. Pantano del Rumblar ligger 339 meter över havet. Arean är 4,1 kvadratkilometer. Omgivningarna runt Pantano del Rumblar är i huvudsak ett öppet busklandskap. Den sträcker sig 6,7 kilometer i nord-sydlig riktning, och 6,3 kilometer i öst-västlig riktning.
Följande samhällen ligger vid Pantano del Rumblar:
- Baños de la Encina (2 749 invånare)